# 関谷断層
関谷断層 （せきやだんそう）は、栃木県北部、那須野原の西縁に沿って延びる活断層。関谷構造線とも呼ばれる。

## 概要
栃木県北部を南北に縦断する断層で、那須岳北方の福島県-栃木県境付近から、栃木県那須塩原市、矢板市を通り、塩谷町の北東部に至る、長さは約38km。
太平洋プレートの沈み込みに伴う東西圧縮応力場であり、西側が東側に対して相対的に隆起する逆断層。

## 評価
過去2万年の変位から平均的な上下方向のずれの速度は、1000年で 1m から 2m程度と推定されている。
平均的な活動間隔は、約2600年から4100年と推定。
将来の活動
- 全体が1つの活動区間として活動する場合、マグニチュード 7.5程度、西側の隆起3m

## 活動歴
最も新しい活動は、1683年 日光地震 M7程度とされている。